# Amour d'antan
Pour plus de détails, voir Fiche technique et Distribution.
Amour d'antan (Romance) est un film muet américain réalisé par Chester Withey et sorti en 1920.

## Synopsis
Un jeune homme demande conseil à son grand-père sur une affaire de cœur, qui se souvient alors d'une romance durant sa propre jeunesse. Il lui raconte comment, un prêtre était amoureux d'une chanteuse d'opéra italienne et du drame qu'impliqua ce conflit entre ses efforts pour s'élever au-dessus des choses du monde ou de partir avec elle.

## Fiche technique
- Titre : Amour d'antan
- Titre original : Romance
- Réalisation : Chester Withey
- Scénario : Wells Hastings d'après la pièce d'Edward Sheldon
- Photographie : Louis Bitzer
- Montage :
- Producteur : D.W. Griffith
- Société de production : D.W. Griffith Productions
- Société de distribution : United Artists
- Pays de production :  États-Unis
- Langue : film muet avec les intertitres en anglais
- Format : Noir et blanc — 35 mm — 1,33:1 — Muet
- Genre : Drame
- Durée : 70 minutes
- Dates de sortie : 
  - États-Unis : 16 mai 1920
  - France : 12 janvier 1923

## Distribution
- Doris Keane : Madame Cavallini
- Basil Sydney : le prêtre / le neveu du prêtre
- Norman Trevor : Cornelius Van Tuyl
- Betty Ross Clarke : Susan Van Tuyl
- Amelia Summerville : Miss Armstrong
- A.J. Herbert : Mr. Livingston
- Gilda Varesi Archibald : Vanucci
- John Davidson : Beppo
- Vangie Valentine : Marion Ward